# Clodomiro Cortoni

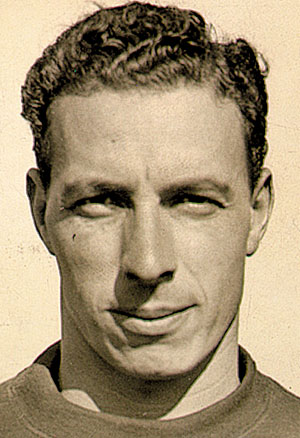
Clodomiro Cortoni

Clodomiro Cortoni (* 22. Juni 1923 in Pilar (Buenos Aires), nach anderen Angaben in Pilar (Santa Fe); † 3. September 2000 in Santa Fe) war ein argentinischer Radrennfahrer.

## Sportliche Laufbahn
Cortoni war im Bahnradsport aktiv und Teilnehmer der Olympischen Sommerspiele 1948 in London. Dort startete er im Sprint und schied in den Vorläufen aus.
Bei den Spielen 1952 in Helsinki startete er erneut im Bahnradsport. Im 1000-Meter-Zeitfahren belegte er beim Sieg von Russell Mockridge den 4. Platz.
Bei den Panamerikanischen Spielen 1951 gewann er Gold im 1000-Meter-Zeitfahren.
Bei den Panamerikanischen Spielen 1955 gewann der argentinische Vierer mit Ricardo Senn, Clodomiro Cortoni, Duilio Biganzoli und Alberto Ferreira in der Mannschaftsverfolgung die Goldmedaille. Er ersetzte erst kurz vor dem Finale den verletzten Pedro Salas.